# 굉굉전대 보켄저
《굉굉전대 보우켄저》(轟轟戦隊ボウケンジャー 고고센타이 보우켄자[*])는 일본 토에이에서 제작한 30번째 슈퍼 전대 시리즈이다. 2006년 2월 19일부터 2007년 2월 11일까지 TV 아사히 계열에서 방영되었다. 2007년 미국에서 《Power Ranges: Operation Overdrive》로 리메이크되었고, 같은 해 여름 대한민국에서는 더빙판을 《파워레인저 트레저포스》(Power Rangers: Tresure Force)라는 이름으로 방영했다.

## 줄거리
지구에 잠들어 있는 거대한 힘을 감추고 있는 고대의 비보인 프레셔스의 힘을 이용하여, 세계를 멸망시키기 위하여 비보들을 노리는 존재들인 네거티브 신디케이트에 맞서 조직된 민간 단체인 서제스 재단은 프레셔스를 회수하여 네거티브 신디케이트의 손에 들어가지 못하도록 보호, 관리하기 위하여 정예 부대를 결성하였다. 그들이 바로 굉굉전대 보켄저이다. 보켄저의 대장(Chief, チーフ 치후[*])인 아카시 사토루를 비롯한 세 명은, 새로운 멤버인 이노우 마스미(레이), 마미야 나츠키(하나)와 함께 위험한 프레셔스 "고돔의 심장"을 회수하기 위해 떠났다. 입대를 위한 시험을 겸하여 선행한 마스미(레이)와 나츠키(하나)는 함정을 잘못 작동시켜 바다에 잠들어 있는 섬을 부상시켰고, 그 파동으로 섬에 있던 석관의 봉인이 풀려 고돔 문명의 대신관 가자가 부활하고 말았다. 가자와의 싸움을 통해 마스미와 나츠키는 정식으로 보켄저에 입대하게 되고, 보켄저의 스토리는 여기서부터 진행된다.

## 보켄저
- 아카시 사토루 / 보우켄 레드 (국내명: 케인 / 트레저 레드)
- 이노우 마스미 / 보우켄 블랙 (국내명: 레이 / 트레저 블랙)
- 모가미 소우타 / 보우켄 블루 (국내명: 류 / 트레저 블루)
- 마미야 나츠키 / 보우켄 옐로 (국내명: 하나 / 트레저 옐로)
- 니시호리 사쿠라 / 보우켄 핑크 (국내명: 유미 / 트레저 핑크)
- 타카오카 에이지 / 보우켄 실버 (국내명: 재키 / 트레저 실버) (17회부터 등장)

## 한국판 성우진
- 트레저 레드 (케인) - 김영선
- 트레저 블랙 (레이) - 신용우
- 트레저 블루 (류) / 환상의 월광 - 홍진욱
- 트레저 옐로 (하나) - 채의진
- 트레저 핑크 (유미) - 소연
- 트레저 실버 (재키) / 다크블레이드 - 이원찬
- 마르코 박사 / 퀘스터 가이 - 김기철
- 미스터 보이스 / 퀘스터 레이 - 김대중
- 내레이션·액셀러 음성 프로그램 - 전광주
- 대신관 가쟈 - 고성일
- 류온 - 손정성
- 바람의 시즈카 - 이영아
- 재키 아버지 / 장인 귀신 / 자룡 / 효가 / 스팡 - 이광수
- 미미 - 권인지

## 등장 메카

### 고고 비클
- 고고 덤프
- 고고 포뮬러
- 고고 자이로
- 고고 도저
- 고고 마린
- 고고 드릴
- 고고 쇼벨
- 고고 믹서
- 고고 크레인
- 고고 제트
- 고고 파이어
- 고고 에이더
- 고고 폴리스
- 고고 커맨더
- 고고 캐리어
- 고고 파이터
- 고고 어택커
- 고고 로더

### 로봇
메인 메카
- 1호 메카 - 다이보켄(트레저 메가조드)
- 2호 메카 - 사이렌 빌더
- 3호 메카 - 다이보이저(그랑보이저)

단계 합체
- 1단 합체 메카 - 슈퍼 다이보켄(슈퍼 트레저메가조드)
- 2단 합체 메카 - 얼티밋 다이보켄(얼티밋 트레저메가조드)

극장판 메카
- 극장판 메카 - 다이탄켄(제트 트레저 조드)

## 전용 무장
- 엑셀러
- 스코프 셧
- 서바이 버스터/블레이드
- 보켄 드라이버
- 듀얼 크래셔
- 엑셀 텍터
- 고고 체인저
- 사가 스나이퍼

| 이전 마법전대 매지레인저 | 제30대 슈퍼 전대 시리즈 2006년 2월 19일 ~ 2007년 2월 11일 | 다음 수권전대 게키레인저 |